# سانت توماس (أونتاريو)
سانت توماس، أونتاريو (بالإنجليزية: St. Thomas)‏ هي مدينة كندية تقع في مقاطعة أونتاريو. تبلغ مساحة هذه المدينة 35.4812 (كم²)، ويبلغ عدد سكانها 36110 نسمة حسب إحصاء سنة 2006 م، بينما كان يسكنها 33303 نسمة في سنة 2001 م. تحتل هذه المدينة المرتبة رقم 115 بين مدن كندا حسب عدد السكان والمرتبة رقم 48 في المقاطعة. نما عدد السكان في هذه المدينة بنسبة (8.4) بين العامين المذكورين.

## توأمة
لسانت توماس (أونتاريو) اتفاقيات توأمة مع:
- هوايان (18 ديسمبر 2014 - )[4]

## أعلام
- غوردون سيم
- كولن ماكدوغال
- جيمس إي. موراي
- موراي كلارك
- أنجيلا شنايدر
- جاك سبينس
- هاب داي
- فليتشير ستيوارت توماس
- هيلين شافر
- ديفيد شو

## وصلات خارجية
- الأطلس الحكومي لكندا
- إحصاءات كندا مع ساعة تعداد السكان